# Berthold Kegebein
Berthold Kegebein (* 23. Mai 1894 in Güstrow; † 24. Dezember 1977 ebenda) war ein deutscher Fotograf.

## Leben
Berthold Kegebein wurde als Sohn des Möbeltischlers Hermann Kegebein (1861– um 1920) und seiner Frau Auguste (1861–1949) in Güstrow geboren. Er wuchs zusammen mit seinen zwei Brüdern auf und ging dort zur Schule. In seiner Heimatstadt erlernte er auch den Beruf des Fotografen. Nach der Heimkehr aus dem Ersten Weltkrieg 1919 machte er sich selbständig und eröffnete ein Atelier, in dem er fast sechs Jahrzehnte tätig war. Kegebein hatte mit Ehefrau Elsa (1897–1964) vier Töchter.
Seine Vorlieben auf dem Gebiet der Fotografie lagen im Bereich Porträt sowie in den Stilrichtungen Stadtansichten, Landschaften, Reproduktionen und Darstellungen mit künstlerischen Lichteffekten. Auftraggeber waren neben öffentlichen Stellen auch private Personen aus Güstrow und seiner Umgebung. Der berühmteste unter ihnen war unbestreitbar der Bildhauer Ernst Barlach, für den er seit den 1920er Jahren bis zu Barlachs Tod im Jahre 1938 tätig war. Im Zweiten Weltkrieg wurde Berthold Kegebein zur Marine eingezogen und kehrte rund ein Jahr nach Kriegsende aus britischer Kriegsgefangenschaft zurück.
Nach 1945 entstanden in Zusammenarbeit mit dem Güstrower Pastor Gerhard Bosinski größere fotografische Aufnahmeserien in Kirchen und Museen der Region, die in Büchern und Kalendern Verwendung fanden. Um 1970 gab der Fotograf aus Altersgründen sein Fotogeschäft auf. Kegebein starb am 24. Dezember 1977 in seiner Heimatstadt.

## Werk
Im Jahre 1984 gelang es der Abteilung Deutsche Fotothek der Sächsischen Landesbibliothek – Staats- und Universitätsbibliothek Dresden (SLUB), ca. 940 Negative aus dem Nachlass des Güstrower Fotografen zu erwerben.
Im Alltag seines Berufslebens fotografierte Kegebein familiäre Ereignisse wie Hochzeiten oder Konfirmationen, Stadtfeste und Festlichkeiten jeglicher Art. Daneben war er eine Art fotografierender Chronist seiner Stadt, der stets zur Stelle war, wenn beispielsweise ein altes Gebäude restauriert oder aber auch abgerissen wurde.
Eine besonders enge Zusammenarbeit verband ihn mit seinem Cousin, dem Architekten Adolf Kegebein (1894–1987). Berthold Kegebein fotografierte die Architekturen seines Vetters, in den 1930er Jahren als Stadtbaumeister von Güstrow tätig.
Weitaus bekannter als der Fotograf Kegebein ist sein berühmter Auftraggeber in den 1920er und 1930er Jahren, Ernst Barlach. Am bedeutendsten ist dabei das Porträt des Bildhauers vor dem Portal der Gertrudenkapelle in Güstrow, aufgenommen im Jahre 1934.

## Werke
- Dietrich Carl: Ernst Barlach. Das plastische, graphische und dichterische Werk. Fotografien: Berthold Kegebein 1931,  9. Auflage 1980
- Ernst Barlach. Ausstellung Dezember 1951–Februar 1952 / Deutsche Akademie der Künste. Redaktion und Gestaltung des Kataloges: G. Pommeranz-Liedtke. Mit 142 Abb. von Berthold Kegebein. Berlin: Evangelische Verlags-Anstalt 1951
- Heinz Mansfeld: Die spätgotische Plastik in Mecklenburg und das Werk Ernst Barlachs. Zur Ausstellung Ernst Barlach in Verbindung mit der Ausstellung spätgotische Holzplastik aus Mecklenburg, Dezember 1951–Februar 1952. Hrsg. Deutsche Akademie der Künste. 33 Abb., Fotos: Horst Grebenstein, Berthold Kegebein. Berlin 1951
- Gerhard Bosinski: Dom des Nordens. Meister der Gotik, der Renaissance und der Gegenwart im Güstrower Dom. Fotos: Berthold Kegebein. Berlin: Evang. Verlags-Anstalt, 1954
- Hans Schönrock: Peter Fust, der Bildschnitzer. Illustrationen von Herbert Bartholomäus. Reproduktion der Apostelfiguren nach Lichtbildern von Berthold Kegebein. Schwerin: Petermänken-Verlag 1962
- Friedrich Schult: Ernst Barlach. Kunstmappen, Fotografien: Berthold Kegebein. 2 Bände 1972; 3 Bände 1978/79